# Torre medieval de Can Pujol
La Torre medieval de Can Pujol és una obra de Fontcoberta (Pla de l'Estany) declarada Bé Cultural d'Interès Nacional.

## Descripció
Conjunt d'una masia fortificada amb una torre de planta quadrangular amb restes d'un matacà, i amb torretes de defensa a la façana sud de la casa. La masia és de planta rectangular amb la coberta a dues vessants de teula àrab. Les parets portants són de pedra irregular amb carreus a les cantonades i a les obertures. Es conserven restes d'arrebossats.
Presenta interès la porta dovellada. Hi ha una ala ocupada per antics pallers al costat de la torre. També hi ha una masoveria annexa.

## Història
L'edifici és documentat des de 1295. La família Pujol va utilitzar un escut que és visible en una llinda de la casa i en la tomba de la família situada en el centre de l'església parroquial.